# Bulbophyllum melilotus
Bulbophyllum melilotus är en orkidéart som beskrevs av Johannes Jacobus Smith. Bulbophyllum melilotus ingår i släktet Bulbophyllum och familjen orkidéer. Inga underarter finns listade i Catalogue of Life.